# Kinurenina
Kinurenina – organiczny związek chemiczny z grupy α-aminokwasów będący metabolitem tryptofanu. Stanowi produkt pośredni w syntezie niacyny, kwasu antranilowego, a także barwników wzrokowych u owadów.
Jej hydroksylową pochodną rozkłada enzym kinureninaza.